# 团地友夫
《團地友夫》是由小田扉所創作的日本漫画作品。2003年起在《Big Comic Spirits》（小学館）上开始连载。是以架空的團地（居住区）「枝島團地」及其周边地域为舞台的故事。單行本全33卷。
2013年4月开始在NHK綜合电视台播放电视动画。

## 故事簡介
在某个公寓区的29栋裡，与母亲及姐姐一起生活的小学生，木下友夫。父亲单身赴任。他那不无聊也很快乐的日常生活使得周围的同级生、有点奇怪的大人们时而被噱头逗笑，时而超现实故事、时而悲伤、时而哀愁。另外，各集的副标题必定以「友夫（ともお）」结尾。

## 登場人物

### 木下家
木下友夫（聲優：三瓶由布子（日本），陳頴琪（香港））
本作品的主人公，通称“友夫”。住在第29栋32号。是有着一副没有特征的脸，穿着单色的短袖T-Shirt（冬天是宽松夹克服）出门、喜欢玩耍和吃东西，处于生长发育期的很健康很有精力的小学4年级男子小学生。学习和运动不是那么在行，经常做些蠢事，引起麻烦，但是比其他人有着多一倍的责任感，有着连朋友也会感慨的开阔胸襟。最喜欢的人是由于单身赴任而时常见不到的父亲。是棒球选手カトリーヌ的仰慕者。喜欢看《运动大佐》。饲养着不倒翁虫（但是由于饲养用的瓶子（开始时是番茄罐头）里装太多，死了一半）。他的名字的由来是哲子生他时由把哲子送到医院的恩人戸茂生市郎所取。
木下哲子（聲優：坂本千夏（日本），姜嘉蕾（香港））
友夫和君子的母亲。有时做家务有时会去白鸟超市。如果对自己说了“大妈”则不会有好脸色，一时兴起的话还会将发型改回年轻时的样子。以前瘦的时候是和君子长的一样的美人，后来因故快速变胖后一直保持到现在。年轻的时候有着自己就是法律的任性性格，经常让铁雄困扰。经常忘记买第二天的牛奶。
木下鉄雄（聲優：利根健太朗（日本），黃志明（香港））
友夫和君子的父亲。在名为江木镇的很远的地方单身赴任，平时不在家里。和友夫每隔几个月见一次。偶尔友夫、君子、哲子3人会到铁雄住的公寓去。作品中通常都没有对他的脸部进行很好的描绘，在后面几集中有些地方比前面画的更多些。在友夫的运动会上带着工作地点的吉祥物的鸭子的头参加。为了在睡觉的时候一定会看见，而在天花板上贴上了家族的照片。
木下君子（聲優：牧野由依（日本））
中学2年级，友夫的姐姐。作为姐姐很称职，学习也很好。在学校里加入的生物部。想要一个属于自己的房间。和前辈在交换日记，而被偶然发现了此事的友夫作为第3者打断了，而みつお做为代笔继续写了下去，因此不知什么时候开始成了和みつお进行交换日记（相互并不知道）。对于自己的O型脚很在意。
爷爷（聲優：緒方賢一）
是铁雄的父亲，现在在远离枝岛镇的单独房子里一个人生活。本名不明。所做的年糕能拉很长。早先去世的婆婆会在爷爷困扰时在他的心中登场，靠引用谚语、格言来给出各种建议。
婆婆

### 友夫的友人／同級生
吉本雅人（聲優：田村睦心（日本），羅婉楓（香港））
住在24栋。枝岛小学4年级3组的男孩子，友夫的亲友。是学习运动都有自信的优等生，不过经常由于考虑的太多而陷入极度的闷闷不乐中。和亲友的友夫经常吵架，但马上就能和好。参加了料理教室，很在意讲师的姐姐麻田。也有被友夫叫做“黄本先生”。搬来枝岛住宅区之前，有着和友夫很像的叫做市川的朋友，被叫做“まーちゃん”。擅长教人。
吉田由伸（聲優：武田華）
住在20栋。枝岛小学4年3组的男孩子。个性悠闲，暴食超重。经常和友夫及吉本3人一起玩。和友夫一样不擅长学习。拿到的东西不管是什么都顺手放到口袋中。喜欢从隔壁镇带狗来散步的姐姐。在枝岛住宅区生活的2年级的时候曾经喜欢过同班的名为春日とも子的女孩子。有和景子及タッグ组队参加食量大赛。有妹妹。
菊川みつお（聲優：生天目仁美（日本），顧詠雪（香港））
住在3栋。枝岛小学4年3组的男孩子。有戴眼鏡的成绩很好的优等生。将4年前的事都有记住的勤恳性格。和2组的根津是邻居，也是好友，但和3人一组的おおっぴら无法将关系好起来。和友夫的姐姐君子有交流，在做交换日记（双方都不知道对方的真实身份）。看上去多少有点对流行的兴趣。有妹妹。兴趣是天体观测。
鎌倉景子（聲優：藤村步（日本），鄧潔麗（香港））
住在31栋。枝岛小学4年3组的女孩子，但是性格像男孩子。随便一脚就会让人觉得非常痛，由此被男孩子叫做“ケリ子”。和より子是好友，一直都一起玩。非常喜欢青户。经过猛烈的特训后非常擅长滑板。对自己的欲望很直接，特别是对于和吃的相关的时候。虽然学过书法，但还是不能说是很擅长。书法9级。不擅长直笛，连九九、蝴蝶结都吹不好。看上去好像很容易晕车。和友夫读取了同一个斜坡上的狼烟。是以《未来少年コナン》中的ジムシィ为模特，作者在《周刊スピリッツ》中有提到。
葉山より子（聲優：一杉佳澄）
住在22栋。枝岛小学4年3组的女孩子。景子的好友，一直一起玩。温柔的性格，学习也不错的优等生。有照顾妹妹，帮忙做家事，被周围的大人评价为“好姐姐”，但是自己想从这样的好孩子的壳中脱离，想成为像景子一样的直率活泼的女孩子。对小卖部的哥哥有好意，经常去买东西。不知为何不用纸巾擦鼻子。最喜欢一个个的戳气泡布。擅长绘画。
根津ユキオ（聲優：アサコ（日本），姜嘉蕾（香港））
住在3栋。枝岛小学4年2组的男孩子。作品中2组和3组经常搞班级对抗战，和3组的友夫是对手的关系。不过和みつお是邻居兼好友。很早就能入手流行品并试图将之推广。对于自己的位置多少感觉到了压力。定期的会去以前住的街道和以前学校的朋友交流。和景子一样吹不好蝴蝶结。
根津敦子（聲優：一杉佳澄）
住在3栋。根津的妹妹，小学1年级的女生。对哥哥都会引用各种的格言吐槽。
吉由まり子（聲優：中嶋ヒロ）
住在20栋。由伸的妹妹，小学1年级的女生。
菊川凪子（聲優：瀨戶麻沙美）
住在3栋。菊川みつお的妹妹。和哥哥一样带着眼镜。
細川トシオ（聲優：-）
住在9栋。1年级的男生。傍晚在住宅区里经常一个人玩足球。亲生的母亲山本因为离婚而5年未见，有一个离婚5年后还能记得母亲的话就能和母亲见面的约定。
立花節子（聲優：植竹香菜（日本），姜嘉蕾（香港））
枝岛小学4年3组的女孩子，年级委员长。发型通常都是辫子，没有住在住宅区，而是独立的房子里。爱称是「委員長」「節っちゃん」。像个委员长一样，对于学校内的风纪很唠叨，率先在自己的班级里实行，偶尔也有独善其身的时候。对于友夫的邋遢一直都批评，不过也承认他有责任感。通宵的原因早上起不来，通常都是有母亲叫起来。喜欢将棋、铁道等和其他同龄女子不同的兴趣。有运营者“委员长的铁道同好会”这么一个网站，公告栏上所用的名字是“委员长”。和マスコン、パンタクラフ、描き鉄等3人作为铁之同好而举办过线下会。情人节给全班男生都送过巧克力。
福岡遥香（聲優：田中あいみ）
枝岛小学4年3组的女生。名字不明。带着发圈很漂亮。不是住宅区的孩子，从初期开始就在作品中频繁登场的副角。和委员长关系很好。好像喜欢吉本，情人节时给过巧克力。
森山まさひろ（聲優：中嶋ヒロ）
住在23栋。枝岛小学4年3组的男孩子。随时准备着吐槽。是在第一集就明确了全名的人物。
佐山真雪（聲優：中嶋ヒロ（日本），鄧潔麗（香港））
住在10栋。枝岛小学6年生，作为友夫他们的上级生角色从连载初期就登场的主要角色。和朋友的金子一起玩的比较多。对于和自己相反的成绩优秀的姐姐有压力，后来克服了。根据姐姐的真理所说，真雪有作为领导的资质。有作为枝岛小学学生会会长的候补的经验。马上就会有个弟弟或妹妹出生了。
佐山真理（聲優：村瀨迪與）
住在10栋。真雪的双胞胎姐姐。和真雪相反的是学习、运动都很在行。明明是同年的双胞胎，但对于被当做姐姐很讨厌，把真雪叫做兄长。虽然是该真雪叫兄长，但是由于觉得头生女孩二生男孩更好，双亲好像对于把真理当做姐姐一事起了相当的争执。和枝岛小学的学生会长三沢关系很好。经常抬举真雪。马上就会有个弟弟或妹妹出生了。
ハスミちゃん（聲優：加藤英美里）
住在成町的女子。非常喜欢足球，友夫来成町买东西的时候，由于从友夫那里得到了抽奖卷而认识，并成为了朋友。在朋友まこちゃん的帮助下接近友夫，是个性格很积极的孩子，虽然和友夫关系好了起来，但由于父亲工作的关系而不得不搬家。后来和走远路来好自己想见的友夫再见了。偶尔还会来玩。
まこちゃん（聲優：早見沙織）
住在成町的女孩子，ハスミ的朋友。为了独占友夫而让ハスミ遇险，ハスミ搬家分别的时候把宝物的送给了她而和好了。和友夫由在由木降神社的想见愿望而再见，9集里也有一起玩的情景，应该是和友夫继续交流着。
真木ゆり（聲優：菊池心）
住在28栋的君子的同级生。小学4年级时意外的交通事故导致成为植物人。在之后4年，未能等到苏醒的时候就已经去世。不过在那之后，以遭遇事故时的形态成为了幽灵，和友夫及君子再见。在那之后，在对于几年前君子小学时候的插曲、回想等事件中也有登场。

### 其他人
青戶秀美（聲優：植竹香菜（日本），譚淑嫻（香港））
住在10栋。高中3年生，一直都是一边走路一边看参考书。不过成绩不好，偏差值连30都不到，合格率只有10%。虽然有在学习，很容易受干扰，擅长YOYO。特技是有着书法的段位。虽然看东西有冷静的一面，不过经常多说一句而导致前功尽弃。压制的不安到达界限的话，就会进入平常冷静时所无法想象的哭泣模式。连载初期有说她有恋人，但之后的发展不明。
坂上（聲優：能登麻美子（日本），姜嘉蕾（香港））
住在枝岛住宅区附近的山丘上的独立房子。是青户的前辈兼好友。由于身体不方便不能像平常人一样走动，通常使用着步行辅助器具拐杖。身体不好的时候不能外出，由于经常不能上学留了2年，18岁了仍然是高一。文系很优秀，房间里的书架上有非常多的书。相对的理科方面就只有小学生程度，也曾因此使得みつお的手被烧到。在看见吃了野果子而嘴巴周围完全红了的奔跑的友夫时，想起了《跑吧！美乐斯》，从此之后就把友夫叫做美乐斯。把狼烟作为通信手段（看懂的只有友夫和景子）。
今野裕二（聲優：箭内仁（日本），張振聲（香港））
住在2栋。是由于没能考上大学，而在住宅区附近的便利店“たにしマート”当店员（主要是白班）的青年。被住宅区的小孩子们叫成“コンビニの兄ちゃん”而羡慕着。也经常会被大人们拜托事，和枝岛住宅区的住民的关系很好。有哥哥和弟弟（八郎），喜欢旅行的父亲过世的时候留下了气球、游艇、住宅区的一间房，自己继承了其中的房子。哥哥继承了气球，弟弟则得到游艇，两人为了环绕世界一周而开始了旅行，现在一个人生活着。酒品不好。
島田（聲優：長克巳（日本），梁皓翔（香港））
住在29栋。枝岛住宅区自治委员会的人，很认真的性格。平时住宅区里清扫和杂事很多，而一直是一副心情不好的脸。在住宅区里有关风纪的事情很唠叨，有帮忙的孩子的话会亲自带着糖果送到小孩子家致谢，其实是很温柔的人。认为对于这样的自己能普通的接待的菊川みつお是同志。认为友夫过分的恶作剧是不好的，但时而来帮忙就没有怨恨友夫。过去有个儿子，但是由于吵架而离家出走一直没有回来。
間公文（聲優：樋浦勉）
住在22栋。以前是法官，有着什么事都和法律比较的奇怪的习惯。名字的读法在作品中并没有明确。被住宅区的主妇们认为是非常麻烦的人。由于退休了，就任了町内会的自治会长，参加了英文会话培训，在たにしマート打工，对于退休之后的生活很高兴的样子。作为原法官而在大学也有讲课。
本田育江（聲優：矢野亞沙美（日本），顧詠雪（香港））
玉川正一
沖田 つよし（おきた つよし）
京野（きょうの）
熱血（ねっけつ）
穴田とみ子（あなだ とみこ）
阿羅間年也（あらま としや）
カトリーヌ
寿々木（すずき）
佐賀（さが）
大黒

### 人类以外的角色
枝島団地周辺生息乌鸦
受験生の幽霊
猫の幽霊
チビ
クモ
ハヤブサ

## 設定

### 周邊商店、施設
たにしマート
- よつや（駄菓子屋）
- スーパーしらとり
- たにしストア
- BOOKSタラコ
- 喫茶ワラシ
- フィッシュパークなかおち
- 素々軒
- 喫茶マスター
- 佐賀探偵社
- 野口酒店
- 居酒屋呑べえ
- ヒデキドラッグ
- 将棋サロン
- スーパー半額
- 100円ショップ
- シネマエダジマ
- 枝島ホール
- 枝島不動産
- 丸ヰベーカリー
- 舟越金物店
- なないろパーマ イレブン
- さそりマンション
- しなや（閉店）
- 市民図書館
- 枝島団地集会場
- 枝島小学校
- 枝島東中学校
- 枝島高校
- 枝急枝島駅
- 枝島病院
- 枝島警察署
- 枝島郵便局
- 枝島清掃局
- 枝島自動車教習所
- 枝島ハイキングコース

### 运动大佐
运动大佐是在作品中出现的架空杂志《少年スペリッツ》的人气连载漫画。在男孩子中（一部分除外）很有人气、《スペリッツ》发售后就立即在小卖部站着看了。講的是运动大佐和不同的对手战斗，然后获胜的故事。作品中該漫畫动画化，因此玩具、文具、简易麻将等也有贩卖，人气也很高。在孩子之中最没有人气的集数是决定不再战斗而开始工作的就职篇，与此相反地，在大人中很有人气。另外单行本的最后部分有「运动大佐」的小故事。

## 出版書籍
| 卷數 | 小學館         | 小學館                 |
| 卷數 | 發售日期       | ISBN                   |
| ---- | -------------- | ---------------------- |
| 1    | 2004年2月28日  | ISBN 4-09-187231-X     |
| 2    | 2004年6月30日  | ISBN 4-09-187232-8     |
| 3    | 2004年11月30日 | ISBN 4-09-187233-6     |
| 4    | 2005年3月30日  | ISBN 4-09-187234-4     |
| 5    | 2005年7月29日  | ISBN 4-09-187235-2     |
| 6    | 200年12月26日  | ISBN 4-09-187236-0     |
| 7    | 2006年4月27日  | ISBN 4-09-180320-2     |
| 8    | 2006年9月29日  | ISBN 4-09-180636-8     |
| 9    | 2007年3月30日  | ISBN 978-4-09-181163-9 |
| 10   | 2007年7月30日  | ISBN 978-4-09-181367-1 |
| 11   | 2007年12月26日 | ISBN 978-4-09-181567-5 |
| 12   | 2008年8月29日  | ISBN 978-4-09-182135-5 |
| 13   | 2009年1月30日  | ISBN 978-4-09-182330-4 |
| 14   | 2009年6月30日  | ISBN 978-4-09-182508-7 |
| 15   | 2009年11月30日 | ISBN 978-4-09-182765-4 |
| 16   | 2010年5月28日  | ISBN 978-4-09-183159-0 |
| 17   | 2010年12月25日 | ISBN 978-4-09-183530-7 |
| 18   | 2011年6月30日  | ISBN 978-4-09-183847-6 |
| 19   | 2011年12月27日 | ISBN 978-4-09-184190-2 |
| 20   | 2012年10月30日 | ISBN 978-4-09-184526-9 |
| 21   | 2013年1月30日  | ISBN 978-4-09-184856-7 |
| 22   | 2013年7月30日  | ISBN 978-4-09-185346-2 |
| 23   | 2014年3月28日  | ISBN 978-4-09-186044-6 |
| 24   | 2014年9月30日  | ISBN 978-4-09-186400-0 |
| 25   | 2015年3月30日  | ISBN 978-4-09-186816-9 |
| 26   | 2015年9月30日  | ISBN 978-4-09-187218-0 |
| 27   | 2016年3月30日  | ISBN 978-4-09-187518-1 |
| 28   | 2016年9月30日  | ISBN 978-4-09-187786-4 |
| 29   | 2017年3月30日  | ISBN 978-4-09-189404-5 |
| 30   | 2017年9月29日  | ISBN 978-4-09-189647-6 |
| 31   | 2018年3月30日  | ISBN 978-4-09-189818-0 |
| 32   | 2018年9月28日  | ISBN 978-4-09-860078-6 |
| 33   | 2019年3月29日  | ISBN 978-4-09-860259-9 |

## 电视动画
2013年4月开始在NHK综合频道播放。基本所有的映像都是由3DCG制作的动画。
2013年3月31日播放了播放前特别节目『4月放送開始!アニメ「団地ともお」スペシャル 〜よゐこがともおを大研究〜』。

### 工作人员
- 原作：小田扉
- 監督：渡邊步
- 系列構成：山田隆司[3]
- 导演：石黑恭平[3]（#1-39）→內田信吾（#40-78）
- 角色设计：桑波田満[3]
- CG監督：佐藤真澄、阿部明日香[3]
- 美術監督：田尻健一[3]
- 美術設計：[3]
- 色彩設計：小日置知子[3]
- 攝影監督：權田光一[3]
- 音響監督：龜山俊樹[3]
- 音樂：長谷川智樹[3]
- 动画製作：小學館音樂及數碼娛樂[3]
- 製作：NHK Enterprise
- 製作、著作：NHK、小学館集英社製作

### 主題歌
片头曲
作詞：增子直純、，作曲：上原子友康，編曲：怒髪天，主唱：怒髪天 feat. （MONGOL800）
乘着合作的机会从动画制作站得到了主题曲制作的工作，怒髪天提案到「MONGOL800的和「團地友夫」所描写的「家族的羁绊」和「地域中的联系」的映象能很好的配合」，因而实现了这样的合作。
片尾曲
（第1－20話）
作詞、作曲：Soner Pocket，編曲：木之下慶行，主唱：Sonar Pocket
（第21－39話）
作詞、作曲：LIFriends，編曲：LIFriends、，主唱：LIFriends
（第40－52話）
作詞、作曲：佐佐木亮介，編曲：彌吉淳二、a flood of circle，主唱：a flood of circle
（第53－65話）
作詞：jam，作曲、編曲：多保孝一，主唱：Rico
（第66－78話、SP）
作詞、作曲、主唱：山崎葵，編曲：島田昌典

### 各話列表
| 話数   | 日文標題                   | 中文標題                             | 劇本              | 分镜                     | 演出                         |
| ------ | -------------------------- | ------------------------------------ | ----------------- | ------------------------ | ---------------------------- |
| 第1話  |                            | 制定春假計劃表的友夫                 | 山田隆司          | 渡邊步                   | 石黑恭平                     |
| 第1話  | 春假有甚麼能學習？友夫     |                                      | 山田隆司          | 渡邊步                   | 石黑恭平                     |
| 第2話  | [ 5 ]                      | 為何整天嘟嘟嘟嘟                     | 山田隆司          | 高岡希一                 | 高岡希一                     |
| 第2話  | 友夫出門賞櫻花             |                                      | 山田隆司          | 高岡希一                 | 高岡希一                     |
| 第3話  |                            | 友夫自薦看門                         | 田邊茂範          | 神谷純                   | 天野久兒                     |
| 第3話  | 朋友的情誼是最美好的       |                                      | 田邊茂範          | 神谷純                   | 天野久兒                     |
| 第4話  |                            | 連放幾天假想念爸爸                   | 阿部美佳          | 高岡希一                 | 金田貞德                     |
| 第4話  |                            | 到山坡上的友夫                       | 阿部美佳          | 神谷純                   | 金田貞德                     |
| 第5話  |                            | 想建設王國的友夫                     | 土屋理敬          | 飯村正之                 | 飯村正之                     |
| 第5話  | 友夫，薑還是老的辣         |                                      | 土屋理敬          | 飯村正之                 | 飯村正之                     |
| 第6話  |                            | 說夢話別回應                         | 山田隆司          | 松井仁之                 |                              |
| 第6話  | 有自己的房間真好           |                                      | 山田隆司          | 松井仁之                 |                              |
| 第7話  |                            | 流言是信不過的                       | 田邊茂範          | 誌村宏明                 | 高岡希一                     |
| 第7話  | 應否相信奇蹟               |                                      | 田邊茂範          | 誌村宏明                 | 高岡希一                     |
| 第8話  |                            | 打機桃戰拿高分                       | 土屋理敬          | 木宮茂                   | 木宮茂                       |
| 第8話  | 在回憶深處尋找過去         |                                      | 土屋理敬          | 木宮茂                   | 木宮茂                       |
| 第9話  |                            | 就算欺騙一下小孩也行吧               | 阿部美佳          | 羽原久美子               | 天野久兒                     |
| 第9話  | 丘比特會成功嗎             |                                      | 阿部美佳          | 羽原久美子               | 天野久兒                     |
| 第10話 |                            | 就算做事沒計劃也沒問題？             | 山田隆司          | 古田丈司                 | 網野哲郎                     |
| 第10話 | 友夫幫高中女學生做信鴿     |                                      | 山田隆司          | 古田丈司                 | 網野哲郎                     |
| 第11話 |                            | 想人高興應該送甚麼                   | 田邊茂範          | 飯村正之                 | 飯村正之                     |
| 第11話 | 鄰居好友是對手             |                                      | 田邊茂範          | 飯村正之                 | 飯村正之                     |
| 第12話 |                            | 想嘗試最強的交通工具                 | 田邊茂範          | 松井仁之                 | 金田貞德                     |
| 第12話 |                            | 別把道德看得那麼簡單                 | 土屋理敬          | 松井仁之                 | 金田貞德                     |
| 第13話 |                            | 是平賀源內，友夫                     | 阿部美佳          | 高岡希一                 | 高岡希一                     |
| 第13話 |                            | 其實媽媽也很天真                     | 阿部美佳          | 網野哲郎                 | 高岡希一                     |
| 第14話 |                            | 求雨求出大麻煩                       | 山田隆司          | 木宮茂                   | 松浦真也                     |
| 第14話 | 友誼比考試更重要           |                                      | 山田隆司          | 木宮茂                   | 松浦真也                     |
| 第15話 |                            | 把黑板擦得很乾乾淨淨                 | 阿部美佳          | 網野哲郎                 | 丸山由太                     |
| 第15話 |                            | 希治閣式的夏天                       | 田邊茂範          | 網野哲郎                 | 丸山由太                     |
| 第16話 |                            | 召喚爸爸                             | 土屋理敬          | 鈴木輪流郎               | 鈴木輪流郎                   |
| 第16話 | 在有樂町碰面吧             |                                      | 土屋理敬          | 鈴木輪流郎               | 鈴木輪流郎                   |
| 第17話 |                            | 令家庭關係更好的友夫                 | 田邊茂範          | 飯村正之                 | 飯村正之                     |
| 第17話 | 拍到了甚麼                 |                                      | 田邊茂範          | 飯村正之                 | 飯村正之                     |
| 第18話 |                            | 儘管追逐潮流吧，友夫                 | 土屋理敬          | 米田和博                 | 米田和博                     |
| 第18話 | 青梅竹馬的朋友還好嗎       |                                      | 土屋理敬          | 米田和博                 | 米田和博                     |
| 第19話 |                            | 挑戰夏日紀錄                         | 山田隆司          | 木宮茂                   | 木宮茂                       |
| 第19話 | 友夫，一定會飛起來的       |                                      | 山田隆司          | 木宮茂                   | 木宮茂                       |
| 第20話 |                            | 枝島住宅區是非法地帶？               | 山田隆司          | 博多正壽                 | 金田貞德                     |
| 第20話 | 茁壯成長的友夫             |                                      | 山田隆司          | 博多正壽                 | 金田貞德                     |
| 第21話 |                            | 逃出重重的迷宮                       | 阿部美佳          | 網野哲郎                 | 丸山由太                     |
| 第21話 | 夏日冷麵透心涼             |                                      | 阿部美佳          | 網野哲郎                 | 丸山由太                     |
| 第22話 |                            | 發現世界大秘密                       | 阿部美佳          | 近藤信宏                 | 高岡希一                     |
| 第22話 |                            | 不是第一，亦不是唯一                 | 阿部美佳          | 誌村宏明                 | 高岡希一                     |
| 第23話 |                            | 慣例的做法都很重要                   | 土屋理敬          | 大畑晃一                 | 高岡希一                     |
| 第23話 |                            | 嗶嗶嗶，是嗎                         | 田邊茂範          | 大畑晃一                 | 高岡希一                     |
| 第24話 |                            | 為了祖母執迷不悟                     | 土屋理敬          | 近藤信宏                 | 金田貞德                     |
| 第24話 |                            | 跟長者互動真的很難                   | 土屋理敬          | 誌村宏明                 | 金田貞德                     |
| 第25話 |                            | 一定要捍衛三組的榮譽                 | 阿部美佳          | 網野哲郎                 |                              |
| 第25話 |                            | 一定還會有六和七                     | 田邊茂範          | 網野哲郎                 |                              |
| 第26話 |                            | 一起來鬥快搶答吧                     | 山田隆司          | 鈴木輪流郎               | 鈴木輪流郎                   |
| 第26話 | 友夫很想跟爸爸一起跑       |                                      | 山田隆司          | 鈴木輪流郎               | 鈴木輪流郎                   |
| 第27話 |                            | 過於空閒應該幹甚麼                   | 田邊茂範          | 丸山由太                 | 丸山由太                     |
| 第27話 |                            | 吃得太多該怎麼辦                     | 田邊茂範          | 網野哲郎                 | 丸山由太                     |
| 第28話 |                            | 你說我的名字來聽聽                   | 土屋理敬          | 飯村正之                 | 飯村正之                     |
| 第28話 | 一棒打出致勝的全壘打       |                                      | 土屋理敬          | 飯村正之                 | 飯村正之                     |
| 第29話 |                            | 有一技之長就會很安心                 | 阿部美佳          | 松井仁之                 | 高岡希一                     |
| 第29話 | 很想嘗試過姐姐的生活       |                                      | 阿部美佳          | 松井仁之                 | 高岡希一                     |
| 第30話 |                            | 比吃飽更重要的事                     | 山田隆司          | 大畑晃一                 | 金田貞德                     |
| 第30話 | 為何會這麼好笑             |                                      | 山田隆司          | 大畑晃一                 | 金田貞德                     |
| 第31話 |                            | 安全保障不需要用錢買                 | 田邊茂範          | 木宮茂                   | 木宮茂                       |
| 第31話 | 男生、女生、廁所           |                                      | 田邊茂範          | 木宮茂                   | 木宮茂                       |
| 第32話 |                            | 照顧人和被人照顧的生活               | 阿部美佳          | 網野哲郎                 | 丸山由太                     |
| 第32話 | 快些找會升值的稀有物品     |                                      | 阿部美佳          | 網野哲郎                 | 丸山由太                     |
| 第33話 |                            | 傳染到就糟了                         | 土屋理敬          | 近藤信宏                 | 則座誠                       |
| 第33話 | 到底為了甚麼事吵架         |                                      | 土屋理敬          | 近藤信宏                 | 則座誠                       |
| 第34話 |                            | 向星星許願                           | 山田隆司          | 鈴木輪流郎               | 鈴木輪流郎                   |
| 第34話 | 訂立短期目標是很重要       |                                      | 山田隆司          | 鈴木輪流郎               | 鈴木輪流郎                   |
| 第35話 |                            | 跟聖誕老人進行心理戰                 | 田邊茂範          | 高岡希一                 | 高岡希一                     |
| 第35話 | 你在那兒看見甚麼           |                                      | 田邊茂範          | 高岡希一                 | 高岡希一                     |
| 第36話 |                            | 睡著覺過年真的很幸福                   | 土屋理敬          | 石黑恭平                 | 飯村正之                     |
| 第36話 | 你去當別人家的兒子吧       |                                      | 土屋理敬          | 石黑恭平                 | 飯村正之                     |
| 第37話 |                            | 得到勝利後，也要繼續警惕             | 阿部美佳          | 近藤信宏                 | 金田貞德                     |
| 第37話 | 跟昔日的未知再會           |                                      | 阿部美佳          | 近藤信宏                 | 金田貞德                     |
| 第38話 |                            | 課外活動的時間不是用來睡覺           | 小田扉            | 西田章二                 | 木宮茂                       |
| 第38話 |                            | 小心那些貓會走掉                     | 山田隆司          | 木宮茂                   | 木宮茂                       |
| 第39話 |                            | 引人注意的人物                       | 山田隆司          | 誌村宏明                 | 丸山由太                     |
| 第39話 |                            | 轉轉轉                               | 山田隆司          | 渡邊步                   | 丸山由太                     |
| 第40話 |                            | 風向決定我去向                       | 山田隆司          | 近藤信宏                 | 濁川敦                       |
| 第40話 |                            | 一直後悔也解決不了問題               | 田邊茂範          | 近藤信宏                 | 濁川敦                       |
| 第41話 |                            | 真的很感謝你，浪漫之神？             | 山田隆司          | 高岡希一                 | 高岡希一                     |
| 第41話 |                            | 每件事的步驟也很重要                 | 土屋理敬          | 高岡希一                 | 高岡希一                     |
| 第42話 |                            | 要成為先鋒，輕而易舉吧               | 土屋理敬          | 木宮茂                   | 木宮茂                       |
| 第42話 |                            | 到底是誰做的                         | 阿部美佳          | 木宮茂                   | 木宮茂                       |
| 第42話 |                            | 慾望大過天的小孩                     | 山田隆司          | 木宮茂                   | 木宮茂                       |
| 第43話 |                            | 我們跟著這個隊長吧                   | 田邊茂範          | 飯村正之                 | 飯村正之                     |
| 第43話 |                            | 我現在很壞嗎                         | 土屋理敬          | 飯村正之                 | 飯村正之                     |
| 第44話 |                            | 成為運動會之神                       | 阿部美佳          | 近藤信宏 丸山由太        | 丸山由太                     |
| 第44話 |                            | 早上睡覺、下午睡覺、晚上也睡覺       | 土屋理敬          | 近藤信宏 丸山由太        | 丸山由太                     |
| 第45話 |                            | 我很想見你，是這樣嗎                 | 田邊茂範 阿部美佳 | 鈴木輪流郎               | 鈴木輪流郎                   |
| 第45話 | 當廚師和學語文數學是兩回事 |                                      | 田邊茂範 阿部美佳 | 鈴木輪流郎               | 鈴木輪流郎                   |
| 第45話 | 新的故事由今期開始展開     |                                      | 田邊茂範 阿部美佳 | 鈴木輪流郎               | 鈴木輪流郎                   |
| 第46話 |                            | 很想那些女生多些留意我               | 田邊茂範          | 內田信吾 高岡希一        | 高岡希一                     |
| 第46話 |                            | 我到底答應了人家甚麼                 | 山田隆司          | 內田信吾 高岡希一        | 高岡希一                     |
| 第47話 |                            | 愛錫子女就要讓他一個人闖蕩           | 田邊茂範          | 大畑晃一                 | 濁川敦                       |
| 第47話 |                            | 就算是後備隊都可以壓倒勝利           | 土屋理敬          | 大畑晃一                 | 濁川敦                       |
| 第48話 |                            | 不眠森林的友夫                       | 山田隆司          | 松井仁之                 | 則座誠                       |
| 第48話 |                            | 誰是領導潮流的先驅？                 | 阿部美佳          | 松井仁之                 | 則座誠                       |
| 第48話 |                            | 可否成功逃離支配                     | 土屋理敬          | 松井仁之                 | 則座誠                       |
| 第49話 |                            | 就算有甚麼難關我都會克服的           | 阿部美佳          | 阿部明日香               | 丸山由太                     |
| 第49話 |                            | 你還要寫很久                         | 阿部美佳          | 誌村宏明                 | 丸山由太                     |
| 第50話 |                            | 真是一點印象也沒有啊                 | 山田隆司          | 木宮茂                   | 木宮茂                       |
| 第50話 |                            | 以下的問題無辦法解答                 | 田邊茂範          | 木宮茂                   | 木宮茂                       |
| 第51話 |                            | 被發掘出來的專長                     | 土屋理敬          | 誌村宏明                 | 金田貞德                     |
| 第51話 |                            | 有沒有鼓勵到他呢                     | 田邊茂範          | 誌村宏明                 | 金田貞德                     |
| 第51話 |                            | 沒執拾好東西會無法生存的             | 山田隆司          | 誌村宏明                 | 金田貞德                     |
| 第52話 |                            | 因為我心中有夢想二字                 | 田邊茂範          | 飯村正之                 | 飯村正之                     |
| 第52話 |                            | 為何還是認錯了                       | 山田隆司          | 飯村正之                 | 飯村正之                     |
| 第53話 |                            | 有俘和目夏                           | 土屋理敬          | 鈴木輪流郎               | 鈴木輪流郎                   |
| 第53話 |                            | 到底為何是紅色                       | 阿部美佳          | 鈴木輪流郎               | 鈴木輪流郎                   |
| 第54話 |                            | 木下家吃飯的規矩算很嚴格嗎           | 阿部美佳 山田隆司 | 西田章二 誌村宏明        | 濁川敦                       |
| 第54話 | 你也有過年輕的時候，大佐   |                                      | 阿部美佳 山田隆司 | 西田章二 誌村宏明        | 濁川敦                       |
| 第54話 | 你幹甚麼，上天都會看見     |                                      | 阿部美佳 山田隆司 | 西田章二 誌村宏明        | 濁川敦                       |
| 第55話 |                            | 看完大佐新篇的內容，我絕望了         | 阿部美佳          | 內田信吾                 | 丸山由太                     |
| 第55話 |                            | 競爭率真的很高                       | 土屋理敬          | 丸山由太                 | 丸山由太                     |
| 第56話 |                            | 最歡樂的時光                         | 田邊茂範          | 松井仁之                 | 則座誠                       |
| 第56話 | 這就直接說出來吧           |                                      | 田邊茂範          | 松井仁之                 | 則座誠                       |
| 第57話 |                            | 可否當隻離群的狼                     | 田邊茂範          | 木宮茂                   | 木宮茂                       |
| 第57話 |                            | 被人暗中監視的友夫                   | 土屋理敬          | 木宮茂                   | 木宮茂                       |
| 第57話 |                            | 每天坐牢的日子                       | 山田隆司          | 木宮茂                   | 木宮茂                       |
| 第58話 |                            | 後見之明一點意義也沒有               | 阿部美佳          | 近藤信宏                 | 濁川敦                       |
| 第58話 |                            | 究竟是多少重間諜啊                   | 田邊茂範          | 近藤信宏                 | 濁川敦                       |
| 第59話 |                            | 終於知道一日圓有多重了               | 田邊茂範          | 西田章二                 | 金田貞德                     |
| 第59話 |                            | 究竟是誰負責把鐘敲響的               | 土屋理敬          | 西田章二                 | 金田貞德                     |
| 第59話 |                            | 在夏天約會很不環保啊                 | 阿部美佳          | 西田章二                 | 金田貞德                     |
| 第60話 |                            | 在成為大人的階梯上踏空了             | 阿部美佳          | 飯村正之                 | 飯村正之                     |
| 第60話 | 是花蕾所帶來的體驗         |                                      | 阿部美佳          | 飯村正之                 | 飯村正之                     |
| 第61話 |                            | 究竟誰是熱血？誰是冷淡？             | 土屋理敬          | 近藤信宏                 | 高岡希一                     |
| 第61話 |                            | 來吧，一起來冒險吧                   | 山田隆司          | 近藤信宏                 | 高岡希一                     |
| 第62話 |                            | 痛苦時怎樣才可以讓人知道             | 田邊茂範          | 鈴木輪流郎               | 鈴木輪流郎                   |
| 第62話 |                            | 到底這對雙胞胎，誰比較大             | 山田隆司          | 鈴木輪流郎               | 鈴木輪流郎                   |
| 第63話 |                            | 這種做法真的合符仁義之道嗎           | 山田隆司          | 誌村宏明 羽原久美子      | 高岡希一                     |
| 第63話 |                            | 付出多少努力，就想得到多少回報       | 田邊茂範          | 誌村宏明 羽原久美子      | 高岡希一                     |
| 第63話 |                            | 為了一件事，你可不可以拼命？         | 土屋理敬          | 誌村宏明 羽原久美子      | 高岡希一                     |
| 第64話 |                            | 如果放棄的話，就甚麼都完了           | 阿部美佳          | 西田章二                 | 則座誠                       |
| 第64話 | 你真的是媽媽來的嗎？       |                                      | 阿部美佳          | 西田章二                 | 則座誠                       |
| 第65話 |                            | 沒問題，no problem                   | 土屋理敬          | 木宮茂                   | 木宮茂                       |
| 第65話 | 突然爆出來，有甚麼問題     |                                      | 土屋理敬          | 木宮茂                   | 木宮茂                       |
| 第66話 |                            | 生與死，由我去掌握                   | 阿部美佳 田邊茂範 | 渡邊步                   | 丸山由太                     |
| 第66話 |                            | 比平時的轉數多了很多                 | 阿部美佳 田邊茂範 | 誌村宏明                 | 丸山由太                     |
| 第66話 |                            | 你也有過年輕的時候啊，大佐 下集      | 阿部美佳 田邊茂範 | 高岡希一                 | 丸山由太                     |
| 第67話 |                            | 校園裏面的大戰                       | 土屋理敬          | 飯村正之                 | 飯村正之                     |
| 第67話 |                            | 偵探不是這麼容易做的                 | 山田隆司          | 飯村正之                 | 飯村正之                     |
| 第68話 |                            | 用多點誠意去道歉吧                   | 田邊茂範          | 羽原久美子               | 金田貞德                     |
| 第68話 |                            | 校長的訓話                           | 阿部美佳          | 羽原久美子               | 金田貞德                     |
| 第69話 |                            | 沒有最先進，只有更先進               | 山田隆司          | 濁川敦                   | 濁川敦                       |
| 第69話 |                            | 孝順媽媽和增值腦袋一樣重要           | 田邊茂範          | 濁川敦                   | 濁川敦                       |
| 第69話 |                            | 不經不覺，過了春夏冬秋，就是這樣子了 | 阿部美佳          | 濁川敦                   | 濁川敦                       |
| 第70話 |                            | 長大之後，也還會繼續是這樣的         | 田邊茂範          | 高岡希一                 | 高岡希一                     |
| 第70話 | 真的滿載而歸啊             |                                      | 田邊茂範          | 高岡希一                 | 高岡希一                     |
| 第71話 |                            | 最好的導師究竟是誰                   | 阿部美佳          | 鈴木輪流郎               | 鈴木輪流郎                   |
| 第71話 |                            | 終結的時候比想像之中更早來臨         | 山田隆司          | 鈴木輪流郎               | 鈴木輪流郎                   |
| 第72話 |                            | 回憶永遠都是較美好的                 | 山田隆司          | 西田章二                 | 丸山由太                     |
| 第72話 |                            | 正式來源到底在哪裏呢？               | 田邊茂範          | 西田章二                 | 丸山由太                     |
| 第72話 |                            | 每件物件也有它的歷史                 | 阿部美佳          | 西田章二                 | 丸山由太                     |
| 第73話 |                            | 打開大笑之門會有些甚麼               | 土屋理敬          | 誌村宏明                 | 則座誠                       |
| 第73話 |                            | 就算是這樣，就算是這樣也要繼續下去   | 山田隆司          | 誌村宏明                 | 則座誠                       |
| 第74話 |                            | 真的很令人嚮往啊                     | 土屋理敬          | 上田茂                   | 上田茂                       |
| 第74話 |                            | 對一腔熱血的老人家潑冷水             | 山田隆司          | 上田茂                   | 上田茂                       |
| 第75話 |                            | 你們的明天不會來臨？                 | 土屋理敬          | 飯村正之                 | 飯村正之                     |
| 第75話 |                            | 熱衷愛好，受人愛戴，邁步充實人生     | 山田隆司          | 飯村正之                 | 飯村正之                     |
| 第76話 |                            | 真是一敗塗地啊                       | 山田隆司 土屋理敬 | 濁川敦                   | 濁川敦                       |
| 第76話 | 所有的童話故事都是虛構的？ |                                      | 山田隆司 土屋理敬 | 濁川敦                   | 濁川敦                       |
| 第76話 | 等一會兒，thank you        |                                      | 山田隆司 土屋理敬 | 濁川敦                   | 濁川敦                       |
| 第77話 |                            | 人望高處，穩步前進                   | 田邊茂範          | 西田章二                 | 高岡希一                     |
| 第77話 |                            | 以魔法的力量變強吧                   | 土屋理敬          | 內田信吾                 | 高岡希一                     |
| 第78話 |                            | 事後跟進也很重要的                   | 阿部美佳 山田隆司 | 渡邊步 阿部明日香        | 阿部明日香                   |
| 第78話 | 笨手笨腳笨父子             |                                      | 阿部美佳 山田隆司 | 渡邊步 阿部明日香        | 阿部明日香                   |
| SP     |                            |                                      | 小田扉 山田隆司   | 渡邊步 內田信吾 西田章二 | 阿部明日香 飯村正之 內田信吾 |

### 播放电视台
| 播放地區 | 播放电视台  | 播放日期                                                  | 播放時間                                          | 備註          |
| -------- | ----------- | --------------------------------------------------------- | ------------------------------------------------- | ------------- |
| 日本     | NHK綜合頻道 | 2013年4月6日－2015年2月7日                                | 星期六 9:30－9:55                                 |               |
| 日本     | NHK綜合頻道 | 2013年4月6日 - 2015年3月28日                              | 星期六 17:00 - 17:25                              | Selection     |
| 日本     | 迪士尼XD    | 2014年11月10日 - 2015年2月27日 2015年3月2日 -             | 星期一至五 15:30 - 16:00 星期一至五 16:00 - 16:30 | CS放送 有重播 |
| 日本     | NHK教育頻道 | 2015年4月9日 - 2016年3月31日 2016年4月5日 - 2017年3月28日 | 星期四 12:30 - 12:55 星期二 5:30 - 5:55           | Selection     |
| 日本海外 |             |                                                           |                                                   |               |
| 香港     | ViuTV       | 2016年9月5日－12月21日                                    | 星期一至五 10:00－10:30                           |               |

## 脚注
1. ↑  . コミックナタリー. ナターシャ. 2013-01-07  [2013-01-24]. （原始内容存档于2013-01-15） （日语）.
2. 1 2 3 4 5 6 7 8 9  . コミックナタリー.   [2013-03-04]. （原始内容存档于2013-03-05） （日语）.
3. 1 2 3 4 5 6 7 8 9 10 11 12 13 14  . アニメワールド+BLOG:NHK. NHK. 2013-03-04  [2013-03-04]. （原始内容存档于2013-03-06）.
4. 1 2 3  ［団地ともお］怒髪天时隔8年的动画主题曲 MONGOL800のキヨサクと ホビー マイナビニュース[永久]
5. ↑  收錄於DVD的標題改為
6. ↑  2014年11月3日的8:30 - 10:30 第1話 - 第4話先行放送。
7. ↑  因高校野球中繼放送本週暫停一次。

## 外部連結
- NHK動畫世界 《团地友夫》（页面存档备份，存于）（日語）